# Attale (fils d'Andromènes)
Pour les articles homonymes, voir Attale.
Attale (en grec ancien Ἄτταλος / Attalos) est un officier macédonien sous le règne d'Alexandre le Grand. Il commande un bataillon de la phalange pendant la conquête de l'Empire perse. Il se rallie à la cause de Perdiccas pendant la première guerre des Diadoques ; il est vaincu par Antigone le Borgne en 320 av. J.-C.

## Biographie

### Sous le règne d'Alexandre
Fils d'Andromènes de Tymphée, né vers 356 av. J.-C., il a pour frères Amyntas, Simmias et Polémon. Il a probablement été page à la cour de Pella. Sous le règne de Philippe II, Attale fait partie des hypaspistes royaux qui servent de garde (agéma) du roi. Il accompagne l'expédition d'Alexandre mais il est éclipsé par son frère Amyntas au début de sa carrière. 
En 330, il est accusé avec ses frères d'avoir participé à la conspiration de Philotas, mais ils sont finalement acquittés grâce à la vigoureuse défense d'Amyntas. Il connait une brève disgrâce, avant de se retrouver aux commandes du bataillon d'Amyntas en 328 en Bactriane. Il apparaît avec Cratère, Polyperchon et Méléagre. Au printemps suivant, il mène campagne en Sogdiane avec Cratère, Polyperchon et Alcétas. Pendant la campagne dans le Swat, Attale et son bataillon ont servi Coénos contre les Aspasiens et Alcétas au siège d'Ora. À la bataille de l'Hydaspe, il est stationné avec les bataillons de Gorgias et Méléagre, à mi-chemin entre le camp principal et le point de passage d'Alexandre. En 325, il accompagne le contingent de Cratère qui prend la route du retour par le nord, en passant par l'Arachosie et la Drangiane, alors qu'Alexandre traverse par la Gédrosie.
Durant l'agonie d'Alexandre, en juin 323, Attale est l'un des sept officiers qui passent la nuit dans le temple de Sarapis à Babylone, dans le but de savoir grâce aux dieux si Alexandre doit être porté jusqu'au temple. 

### Pendant la guerre des Diadoques
Attale est associé aux chefs les plus conservateurs de l'armée macédonienne. Par conséquent, il n'est pas surprenant qu'il rejoint le parti de l'infanterie contre celui de la cavalerie, au moment où se pose le problème de la succession d'Alexandre. Coénos est mort en Inde, Cratère et Polyperchon sont alors en Cilicie à destination de la Macédoine à la tête des vétérans. Cela laisse à Attale et à Méléagre la possibilité de devenir les alliés naturels et les porte-parole de la phalange qui souhaite que la royauté échoie à Philippe III. Perdiccas, qui cherche à consolider son autorité de chiliarque, a en effet délégué Méléagre et Attale pour négocier avec les fantassins car ils exercent une grande influence sur eux. Oubliant leur mission et afin de satisfaire leurs ambitions personnelles, ils décident de se ranger du côté des soldats et font irruption en armes dans le palais royal où gît encore le cadavre d'Alexandre. Perdiccas prend la fuite, trouvant refuge aux portes de la Babylone. Méléagre envoie alors Attale avec des hommes pour le faire assassiner, mais Perdiccas parvient à les convaincre de se ranger derrière lui. Les deux partis trouvent un compromis grâce au chancelier Eumène de Cardia. Attale est aussi poussé à abandonner son collègue par la perspective d'un mariage avec la sœur de Perdiccas, Atalante. Méléagre est quant à lui exécuté après la conclusion des accords de Babylone.
Attale prend part à la première guerre des Diadoques du côté de Perdiccas (général). En 321, il échoue avec Polémon à récupérer le convoi funéraire détourné à Damas vers l'Égypte par Ptolémée. Il rejoint ensuite Perdiccas en Cilicie et se voit confier une flotte qui doit sécuriser l'embouchure du Nil contre les forces d'Antigone et d'Antipater, pendant que Perdiccas mène campagne contre Ptolémée. Après l'assassinat de Perdiccas en mai 321, il quitte Péluse et débarque à Tyr, dont le trésor de 800 talents déposé par Perdiccas lui est remis par Archélaos, récemment nommé gouverneur de la ville. Il reçoit les troupes restées fidèles à la cause de Perdiccas et qui ont fui l'armée près de Memphis . Lui ainsi qu'Eumène de Cardia sont condamnés à mort à l'issue du conseil de Triparadisos ; il apparaît d'ailleurs ensuite à Triparadisos où il profite de défections en sa faveur. Il se retrouve à cette date à la tête de 10 000 fantassins et 800 cavaliers.

### Lutte contre Antigone
Attale compte mener la guerre en Anatolie contre les partisans d'Antipater en s'alliant avec Alcétas, frère de Perdiccas, alors stationné en Pisidie. Il débarque en Carie, la satrapie d'Asandros, avec pour intention d'attaquer Caunos, Cnide et Rhodes, dont la garnison macédonienne a été chassée après la mort d'Alexandre. Les Rhodiens arment une flotte considérable et défont Attale qui perd le contrôle de la mer. Il est contraint de rejoindre Alcétas en Pisidie. Les deux généraux repoussent une attaque menée par Asandros sur ordre d'Antipater mais doivent néanmoins se retirent en Pisidie. En 320, Antigone le Borgne, qui a obtenu d'Antipater la fonction de « stratège d'Asie » pour mener la lutte contre les anciens partisans de Perdiccas, se tourne alors contre les deux rebelles, une fois parvenu à isoler Eumène de Cardia, vaincu à la bataille d'Orcynia. Ils sont totalement défaits à la bataille de Crétopolis. Attale, et quelques-uns de ses compagnons dont Polémon et Docimos, sont capturés par Antigone. Alcétas parvient à s'échapper dans la forteresse pisidienne de Termesse dont les habitants lui sont restés fidèles. Finalement assiégés, les plus habitants de la ville décident, pour la sauver, de livrer Alcétas qui se suicide afin d'échapper à son ennemi.
Attale et ses compagnons restent en captivité dans une forteresse jusqu'en 317, peut-être en Grande-Phrygie près de Kelainai. Ils réussissent à maîtriser leurs gardes et projettent de s'échapper mais la santé d'Attale est défaillante ; Docimos abandonne ses compagnons et prend la fuite. La forteresse est rapidement assiégée par des troupes levées dans la région. Ils parviennent à défendre leur position pendant 1 an et 4 mois. Mais finalement, ils sont contraints de céder face à l'assaut dirigé par Stratonice, l'épouse d'Antigone. Si Attale n'est pas mort pendant le siège, il a certainement été tué par la suite.
Les filles d'Attale sont capturées en compagnie d'Olympias en 317.

## Sources antiques
- Arrien, Anabase [lire en ligne].
- Diodore de Sicile, Bibliothèque historique [détail des éditions] [lire en ligne].